# Brokfugle
Brokfugle (Charadriidae) er en familie af vadefugle. Den omfatter omkring 67 arter fordelt på 10 slægter. I Danmark findes f.eks. vibe, hjejle og stor præstekrave.
Brokfuglene er hurtigløbende, kortnæbbede vadefugle. I modsætning til den anden store gruppe af vadefugle, sneppefuglene, finder brokfuglene deres føde vha synet. De har derfor forholdsvis store øjne, og deres næb er ikke blødt og fintfølende som sneppefuglenes. Man mener at brokfuglene udviklede sig på stepperne for omkring 40 millioner år siden, hvorimod sneppefuglene opstod i moser og de våde dele af stepperne
.

## Slægter fra Danmark
- Pluvialis (Hjejler)
- Charadrius (Præstekraver)
- Eudromias (Pomeransfugl)
- Vanellus (Viber)

Hjejlerne henregnes af nogle forskere til deres egen familie
.
|                   |
| Lille præstekrave |

|              |
| Strandhjejle |